# 神奈川県立吉田島高等学校
神奈川県立吉田島高等学校（かながわけんりつ よしだじまこうとうがっこう）は、神奈川県足柄上郡開成町に所在する公立の高等学校。

## 設置学科
- 都市農業科
- 食品加工科
- 環境緑地科
- 生活科学科

2016年入学生以前
- 総合学科

## 概要
2017年4月に農業系3学科の現校名に校名変更して発足。

元々は、2010年4月に神奈川県立吉田島農林高等学校を総合学科高校として再編した「神奈川県立吉田島総合高等学校」として開校。校地は吉田島農林高等学校のものをそのまま使用し、校舎設備は耐震補強工事を施しリニューアルした。
総合学科としては1学年6クラス体制で、一学年からは農業と必修科目を総合して選ぶカリキュラムだった。

県内の高校では唯一演習林を持ち、演習林の宿泊実習のための「黒ヶ畑寮」がある。農林高校を母体として開校された高校なので、学校の敷地内は緑が多くある。古い校舎を使った授業も展開されており、5教科のほかに農業に親しめる高校である。

教室内の授業だけでなく、屋外での授業（実習、実験、観察、調査等）が充実している。単位制総合学校高校のため、少人数編成の選択科目が数多く設定され、教諭とふれ合う時間が多く、またマンツーマンに近い指導により確実に力をつけることができる。また、資格取得を積極的に取り入れており、進路についても実績がある。

校内の水車がかかる水路には、ホタルや沢ガニが生息し、水と、動植物に恵まれた自然豊かな環境に囲まれ、心にゆとりをもった学習ができる。農業の専門科目の実験施設・設備がとても充実している。

さらに、矢倉沢演習林管理実習・矢倉沢演習林黒ヶ畑寮宿泊実習を行い、広大な敷地の中、演習林管理実習、測量実習、集団生活を通して、自然とのふれあいや基本的生活習慣を学ぶ体験学習の場になっている。

## 沿革
- 1907年（明治40年）4月 足柄上郡農業補習学校として 神奈川県足柄上郡吉田島村大長寺に創立
- 1909年（明治42年）2月 足柄上郡立農林学校として認可される
- 1923年（大正12年）
  - 4月 神奈川県立農林学校と改称
  - 9月 関東大震災により本校舎ほか三棟を焼失
- 1930年（昭和 5年）4月 神奈川県立吉田島農林学校と改称
- 1948年（昭和23年）4月 県立吉田島農林高等学校と改称 全日制農業科、普通科、定時制農業科を設置
- 1950年（昭和25年）5月 定時制清水分校を設置
- 1957年（昭和32年）4月 農林土木科設置
- 1961年（昭和36年）4月 園芸科を設置
- 1965年（昭和40年）4月 果樹・園芸科コース設置
- 1966年（昭和41年）
  - 5月 清水分校閉校
  - 10月 創立60周年記念式典挙行
- 1968年（昭和43年）3月 農業科廃止。
- 1990年（平成 2年）4月 園芸科学科、環境土木科設置。
- 2010年（平成22年）4月 神奈川県立吉田島総合高等学校として新たに開校。
- 2017年（平成29年）4月 総合学科を単位制の農業系3学科に改組し、神奈川県立吉田島高等学校に改名[1]。
- 2019年（平成31年）3月  総合学科閉科。
- 2019年（平成31年）4月  家庭系の生活科学科を新設。

## 部活動
| 運動部 - 野球 - 陸上 - サッカー - テニス - バスケットボール - バドミントン - バレーボール - 卓球 - 柔道 - 剣道 - 弓道 - 水泳 - 山岳 | 文化部 - 写真 - 放送 - 美術 - 茶道 - 華道 - 囲碁・将棋 - 科学 - 漫画研究 - 吹奏楽 - 軽音楽 |

## 交通
- 小田急小田原線
  - 開成駅 徒歩20分
  - 新松田駅 徒歩25分、または箱根登山バス「関本」行きで「吉田島高校」下車
- 東海旅客鉄道（JR東海）御殿場線松田駅 徒歩25分